# Leviathan (album)
A Leviathan az amerikai Mastodon metalegyüttes második nagylemeze, amely 2004 augusztusában jelent meg a Relapse Records kiadásában. A Leviathan egy koncepcióalbum, amely Herman Melville 1851-es Moby Dick című regényére épül.
Amerikában a Billboard 200-as lemezeladási listán a 139. helyig jutott az album.  A nagylemezt három nemzetközi zenei szaklap is az év albumának választotta 2004-ben: a Revolver, a Kerrang! és a Terrorizer. 2017-ben a Rolling Stone magazin Minden idők 100 legjobb metalalbuma listáján a szerkesztők a 46. helyre rangsorolták a Leviathant.

## Az album dalai
| 1.    | Blood and Thunder (feat. Neil Fallon) | 3:48  |
| 2.    | I Am Ahab                             | 2:45  |
| 3.    | Seabeast                              | 4:15  |
| 4.    | Island                                | 3:26  |
| 5.    | Iron Tusk                             | 3:03  |
| 6.    | Megalodon                             | 4:22  |
| 7.    | Naked Burn                            | 3:42  |
| 8.    | Aqua Dementia (feat. Scott Kelly)     | 4:10  |
| 9.    | Hearts Alive                          | 13:39 |
| 10.   | Joseph Merrick (instrumentális)       | 3:33  |
| 46:43 |                                       |       |

| Limitált Deluxe kiadás bónusz DVD | Limitált Deluxe kiadás bónusz DVD                    | Limitált Deluxe kiadás bónusz DVD | Limitált Deluxe kiadás bónusz DVD | Limitált Deluxe kiadás bónusz DVD | Limitált Deluxe kiadás bónusz DVD | Limitált Deluxe kiadás bónusz DVD | Limitált Deluxe kiadás bónusz DVD | Limitált Deluxe kiadás bónusz DVD | Limitált Deluxe kiadás bónusz DVD |
| #                                 | Cím                                                  | Hossz                             |                                   |                                   |                                   |                                   |                                   |                                   |                                   |
| --------------------------------- | ---------------------------------------------------- | --------------------------------- | --------------------------------- | --------------------------------- | --------------------------------- | --------------------------------- | --------------------------------- | --------------------------------- | --------------------------------- |
| 1.                                | Naked Burn (5.1 Surround)                            | 3:42                              |                                   |                                   |                                   |                                   |                                   |                                   |                                   |
| 2.                                | Aqua Dementia (5.1 Surround)                         | 4:10                              |                                   |                                   |                                   |                                   |                                   |                                   |                                   |
| 3.                                | Hearts Alive (5.1 Surround)                          | 13:39                             |                                   |                                   |                                   |                                   |                                   |                                   |                                   |
| 4.                                | Where Strides the Behemoth (Live)                    | 3:17                              |                                   |                                   |                                   |                                   |                                   |                                   |                                   |
| 5.                                | Battle at Sea (Live)                                 | 4:11                              |                                   |                                   |                                   |                                   |                                   |                                   |                                   |
| 6.                                | Thank You for This / We Built This Come Death (Live) | 4:01                              |                                   |                                   |                                   |                                   |                                   |                                   |                                   |
| 7.                                | Crusher Destroyer (Live)                             | 2:06                              |                                   |                                   |                                   |                                   |                                   |                                   |                                   |
| 35:06                             |                                                      |                                   |                                   |                                   |                                   |                                   |                                   |                                   |                                   |

## Közreműködők
Mastodon
- Troy Sanders – basszusgitár, ének
- Brent Hinds – szólógitár, ének
- Bill Kelliher – ritmusgitár
- Brann Dailor – dobok

Vendégek
- Scott Kelly (Neurosis) – dalszövegek és ének az "Aqua Dementia" dalban
- Neil Fallon (Clutch) – ének a "Blood and Thunder" dalban
- Matt Bayles – orgona a "Joseph Merrick" dalban
- Phil Peterson – cselló az "Aqua Dementia" dalban

Produkció
- Matt Bayles – producer
- Matthew F. Jacobson – executive producer
- Alan Douches – maszterelés
- Paul A. Romano – borítóterv és grafika